# Mesene citrinella
Mesene citrinella is een vlindersoort uit de familie van de prachtvlinders (Riodinidae), onderfamilie Riodininae.
Mesene citrinella werd in 1995 beschreven door Hall, J & Willmott.